# 东光街道 (大庆市)
东光街道，是中华人民共和国黑龙江省大庆市龙凤区下辖的一个乡镇级行政单位。

## 行政区划
东光街道下辖以下地区：
上林社区、沁园社区、光明社区、东光社区、龙北社区和分站社区。